# Katie Holmes
Kate Noelle Holmes (Toledo, Ohio, 18 de diciembre de 1978),conocida como Katie Holmes, es una actriz estadounidense que alcanzó fama por su papel de Joey Potter en la serie dramática para adolescentes Dawson's Creek (1998-2003).

## Primeros años
Holmes fue bautizada bajo la religión cristiana católica. Asistió a la Iglesia y Escuela Cristo Rey en Toledo, Ohio. Su escuela secundaria fue la Academia de Notre Dame, alma mater de su madre, donde obtuvo un grado académico de 4,0. En St. John's Jesuit High School and Academy, una escuela secundaria de hombre cercana, apareció en musicales escolares, representando a una camarera en Hello, Dolly! y a Lola en Damn Yankees. Obtuvo 1310 de 1600 puntos en su prueba SAT y fue aceptada en la Universidad de Columbia (y asistió a sesiones de verano); su padre quería que ella fuera médico. Holmes dijo en el periódico de su ciudad natal, The Blade, que las tres palabras que mejor la describen a sí misma son "íntegra, decidida, e imaginativa".
A los catorce años de edad, comenzó a asistir a clases en una escuela de modelaje en Toledo, dirigida por Margaret O'Brien, quién la llevó a la Competición de la Asociación Internacional de Talento y Modelaje (IMTA) celebrada en la Ciudad de Nueva York en 1996. Allí encontró a un agente después de realizar un monólogo de Matar un ruiseñor. Una cinta de la audición fue enviada al director de casting de la película La tormenta de hielo, dirigida por Ang Lee. Obtuvo el papel de Libbets Casey, en la película que protagonizó Kevin Kline y Sigourney Weaver. Ang Lee dijo a The Blade, "Katie fue seleccionada porque tenía la dosis perfecta de inocencia y mundanidad que necesitábamos para Libbets. Yo estaba conquistado por sus ojos bien abiertos".

## Trayectoria
Cuando todavía era pequeña, asistió a la “Convención Internacional de Talento y Modelaje”, en Nueva York, y fue allí donde conoció a Al Onorato, un productor y representante de artistas, quien notó el talento de Katie y finalmente la convenció de viajar a Los Ángeles para audicionar por un papel en un piloto para televisión. Finalmente, consiguió el papel que la llevaría a la fama: se convirtió en la dulce Joey, de la popular serie Dawson's Creek y más tarde proyectó una película de terror juvenil con James Marsden en Comportamiento Perturbado.
Su mayor éxito después de Dawson's Creek fue First daughter (una hija diferente 2004) Batman Begins (2005). Aunque también participó en películas aclamadas por la crítica como Pieces of April (2003) y Gracias por fumar (2005).
Después de su boda con Tom Cruise en 2006 Katie se mantuvo prácticamente alejada de la gran pantalla. La única excepción fue Mad Money (2008), por la que renunció a retomar su papel de Rachel Dawes en la secuela de Batman. La sustituyó Maggie Gyllenhaal.
En 2009 Katie retomó su carrera como actriz y grabó tres películas: las comedia The Extra Man y  The Romantics, ambas para 2010, y el thriller Don't Be Afraid Of The Dark cuyo estreno se realizó en 2011. Además ese mismo año supuso su primera incursión en el mundo de la producción con  The Romantics.

## Vida personal
Holmes se residencia en Willington en 2002. Cuando terminó Dawson's Creek en el año 2003, se mudó a Los Ángeles, California, luego a Nueva York en 2005, antes de ir a Los Ángeles nuevamente cuando se casó con Tom Cruise. Holmes salió con su compañero de trabajo de Dawson's Creek Joshua Jackson a principios del programa. Después de que su relación terminara pacíficamente, ella le dijo a Rolling Stone, "Me enamoré, tuve mi primer amor, y era algo tan increíble e indescriptible que lo atesoraré siempre. Y me siento tan afortunada porque él ahora es uno de mis mejores amigos." Holmes conoció al actor Chris Klein en 2000. Klein y Holmes se comprometieron a finales de 2003, pero a principios de 2005 Katie y Klein terminaron la relación. La prensa citó la distancia impuesta por sus carreras como factor. En el otoño de 2005, Klein habló sobre la ruptura, "Crecimos. La fantasía se había terminado y la realidad se impuso." Holmes le dijo a un reportero en 2005, "Chris y yo nos preocupamos por ambos y todavía somos amigos."
En julio de 2009, Holmes, Nigel Lythgoe, Adam Shankam y Carrie Ann Inaba anunciaron el lanzamiento de un fondo de becas de baile llamado Fundación Dizzy Feet.
En 2009, comenzó una línea de ropa llamada Holmes&Yang con su estilista de mucho tiempo Jeanne Yang. La línea se realiza exclusivamente en Maxfield en Los Ángeles y Barneys New York.

### Relación con Tom Cruise
Semanas después de que su relación con Chris Klein terminara, Holmes comenzó a salir con el actor Tom Cruise. Su primera aparición en público fue el 29 de abril de 2005, en Roma, en los Premios David di Donatello, el equivalente italiano de los Premios Óscar. Su familia expresó su apoyo, a través de su padre diciendo: "Estamos muy emocionados por Katie", y dijo que su hija era "una chica muy madura con una buena cabeza sobre sus hombros. De todo lo que hemos leído y hablado sobre Cruise, él es un humanitario y de clase real. Desde la perspectiva de un padre, estamos muy emocionados por ambos." La hermana de Holmes, Tamera, dijo, "Ambos son personas maravillosas."
El 23 de mayo de 2005, Cruise apareció en The Oprah Winfrey Show, saltando en el sofá de Winfrey y declarando a su amor por Holmes. Él fue detrás del escenario y sacó a la actriz avergonzada al programa. Cruise le propuso matrimonio a Holmes en la mañana del 17 de julio de 2005, en la cima de la Torre Eiffel en París; ella aceptó. En la conferencia de prensa, asistida por la madre de Holmes, Cruise anunció las noticias: "Hoy es un día magnífico para mí. Estoy comprometido con una mujer magnífica". La pareja más tarde anunció que Holmes estaba embarazada.
El 18 de abril de 2006 nació la primera hija biológica de Cruise, a la que llamaron Suri. El 18 de noviembre de ese año, Holmes y Cruise se casaron en el castillo Odescalchi en Bracciano, Italia, en una ceremonia a la que asistieron muchas estrellas de Hollywood. Los publicistas de los actores dijeron que la pareja había "oficializado" su matrimonio en Los Ángeles el día anterior a la ceremonia en Italia.

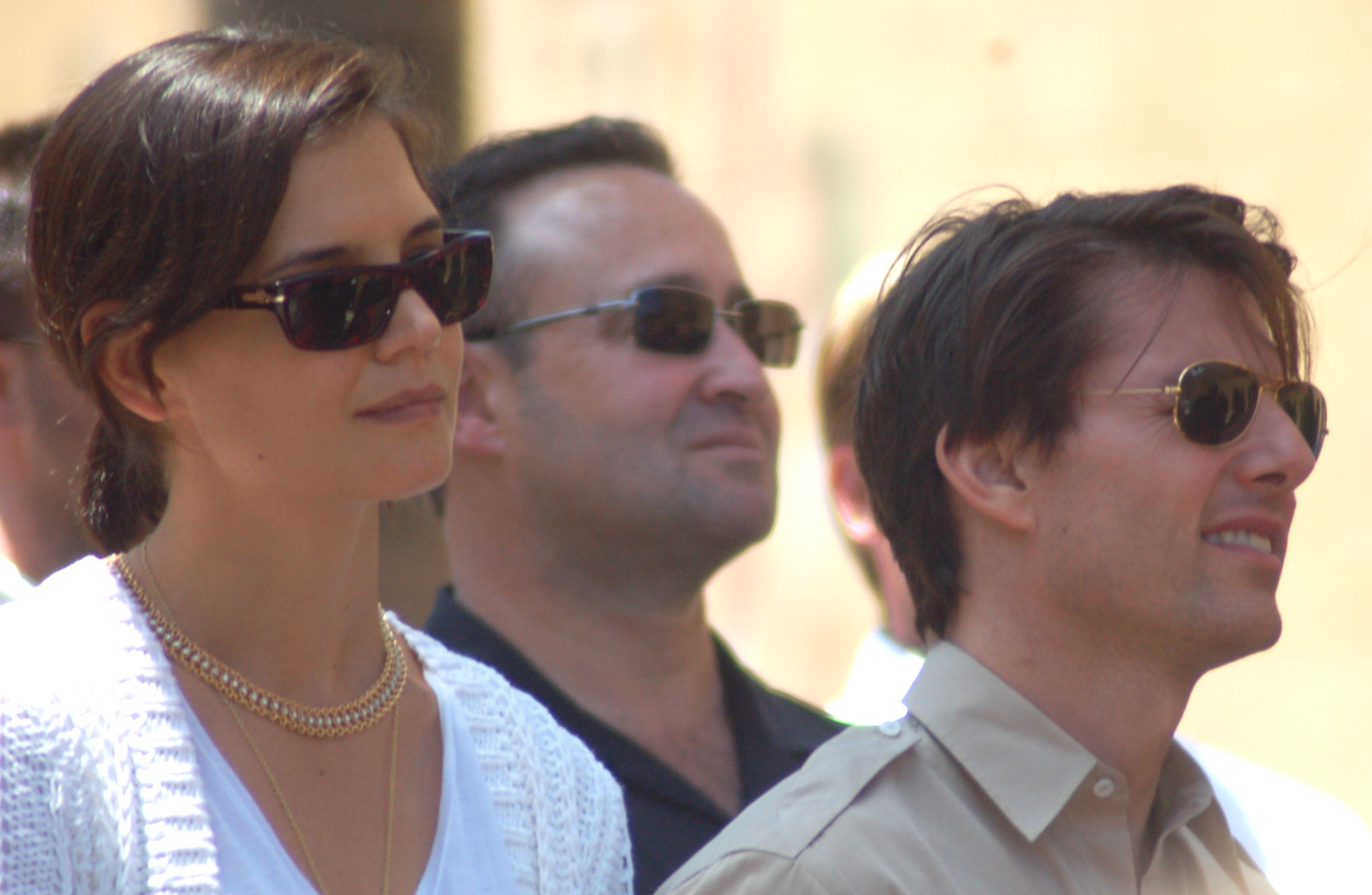
Tom Cruise y Katie Holmes en 2009.

El 29 de junio de 2012 Tom y Katie anuncian la ruptura de su matrimonio, tras haberle dejado por teléfono. En junio de 2012 Holmes alegó diferencias irreconciliables y solicitó la custodia de Suri. Según apunta el medio TMZ, el motivo principal que llevó a la actriz a dar el paso fue la obsesión desmesurada que mostraba su marido por la Cienciología. El famoso actor pretendía que Suri se uniera a la «Sea Organization». Esta es una rama de la Cienciología en la que los niños son enviados, sin sus padres, a sumergirse en las creencias con una disciplina parecida a la militar. Viven juntos y no se les permite casarse con nadie que no pertenezca a la «Sea Org», aunque no les permiten tener hijos, por lo que si alguna mujer se queda embarazada es forzada a abortar. Tampoco creen en la medicina, los miembros no tienen seguro médico y reciben los tratamientos que la organización cree oportunos. No es nada fácil salir de ahí, incluye un proceso de tres años de presión, aislamiento, etc.
Para lograr separarse de Tom Cruise, Holmes llevó todo el proceso en absoluto secretismo, gracias a la ayuda que recibió de Nicole Kidman, exesposa de Cruise, quien la aconsejó y apoyó a lo largo del duro pleito. A principios de junio, mientras que él se encontraba en Islandia rodando una película, Holmes alquiló un piso en Nueva York, y le dijo a Cruise que se mudaría para tener más privacidad y huir de los paparazzi. En esa época, la actriz utilizó un teléfono móvil desechable para hablar en secreto con sus abogados y preparar los detalles legales del divorcio, cambió sus contraseñas de sus cuentas privadas, correos electrónicos y cuentas bancarias. A finales de ese mes Holmes le dijo a su marido que quería el divorcio. Katie recurrió a Kidman, con quien tiene una amistad desde el 2006, cuando vio que su matrimonio no tenía arreglo, ya que la actriz australiana había pasado por un duro proceso para poder divorciarse de Cruise.

### Creencias
Holmes, quien fue criada como católica, se unió a la cienciología poco después de que la pareja comenzó a salir. Poco después de comenzar su relación con Cruise, Holmes despidió a su mánager y agente para contratar a su "nueva mejor amiga" Jessica Rodríguez, proveniente de una familia introducida en la cienciología. Robert Haskell, quien escribió un reportaje para la revista W, dijo sobre Rodríguez: "Me la presentaron como la 'chaperona ciencióloga' de Holmes, y quedó claro que estaría presente durante la entrevista a pesar de mis protestas."
En abril de 2006, en una entrevista con Diane Sawyer de ABC News, Cruise dijo que él y Holmes eran "simplemente cienciólogos" y que Suri no sería bautizada católica. Sin embargo, tras la separación con Cruise, Katie Holmes decidió volver al catolicismo y criar a su hija Suri bajo los preceptos de esta Iglesia. Para ello, Holmes matriculó a su hija en el Colegio Católico del Sagrado Corazón de Jesús en Nueva York (donde también concurrieron diversas celebridades, entre las que se encuentran Lady Gaga y Paris Hilton).

### Suri Noelle
En abril de 2006, Holmes dio al luz a una niña llamada Suri. Los Angeles Times resumió la declaración escrita por Cruise acerca del nacimiento, según la que el nombre «es una palabra con orígenes hebreo y persa. En hebreo significa 'princesa', y en persa 'rosa roja'». Si bien algunos lingüistas hebreos nunca habían visto la palabra "princesa" escrita de esa manera y con semejante significado, otros aseguraron que era una pronunciación yidis del nombre hebreo "Sarah".
Hasta septiembre de 2006, Suri no se había visto en público, lo que llevó a las historias sensacionalistas a dudar sobre la existencia de la niña, comparando a Holmes y Cruise con otras parejas célebres con recién nacidos como Angelina Jolie y Brad Pitt. Un ejemplo típico fue la portada de Us Weekly, "Misterioso bebé: Las visitas de los mejores amigos negadas, fotos de bebé canceladas, una boda retrasada, y Katie en reclusión."
Las primeras fotografías de la niña aparecieron en octubre de 2006 en Vanity Fair, fotografiada por Annie Leibovitz. En la historia de acompañamiento, Holmes dijo, "no estabamos tratando de esconder nada" y ella dijo que estaba enojada por la prensa. "Sé lo que se ha dicho en la prensa. Este es mi futuro. Esta es mi familia y me importan demasiado. Las historias no están bien. Me hace mal porque no está bien." Esta publicación de Vanity Fair se convirtió en la segunda edición más vendida de la revista, vendiendo más de 700,000 copias.

## Filmografía

### Cine y televisión
| Año       | Título                                | Papel                      | Notas |
| --------- | ------------------------------------- | -------------------------- | --- |
| 1997      | La tormenta de hielo                  | Libbets Casey              | Primer papel profesional |
| 1998      | Disturbing Behavior                   | Rachel Wagner              | Protagonizó el vídeo musical "Got You (Where I Want You)" de The Flys para la banda sonora de la película junto a James Marsden |
| 1998–2003 | Dawson's Creek                        | Joey Potter                | Primer papel principal en una serie de televisión                                                                               |
| 1999      | Go                                    | Claire Montgomery          | |
| 1999      | Muppets from Space                    | Joey Potter                | Cameo no acreditado con Joshua Jackson                                                                                          |
| 1999      | Teaching Mrs. Tingle                  | Leigh Ann Watson           | Primer papel principal en una película                                                                                          |
| 2000      | Wonder Boys                           | Hannah Green               | |
| 2000      | The Gift                              | Jessica King               | |
| 2002      | Abandon                               | Katie Burke                | Papel principal |
| 2003      | Phone Booth                           | Pamela McFadden            | |
| 2003      | The Singing Detective                 | La enfermera Mills         | |
| 2003      | Pieces of April                       | April Burns                | Papel principal |
| 2004      | First Daughter                        | Samantha Mackenzie         | Papel principal |
| 2005      | Batman Begins                         | Rachel Dawes               | |
| 2005      | Thank You For Smoking                 | Heather Holloway           | |
| 2008      | Mad Money                             | Jackie Truman              | |
| 2008      | Eli Stone                             | Grace                      | |
| 2010      | The Romantics                         | Laura                      | |
| 2010      | The Extra Man                         | Mary Powell                | |
| 2010      | Don't Be Afraid Of The Dark           | Kim                        | |
| 2011      | Son of No One                         | Kerry White                | |
| 2011      | The Kennedys                          | Jackie Kennedy             | Miniserie para la televisión |
| 2011      | Jack & Jill                           | Erin                       | |
| 2011      | How I Met Your Mother                 | Naomi (The Slutty Pumpkin) | |
| 2014      | The Giver                             | Madre de Jonas             | |
| 2014      | Miss Meadows                          | Pam                        | Papel principal |
| 2016      | The Boy                               | Liza                       | |
| 2016      | All We Had                            | Rita Carmichael            | |
| 2017      | A Happening of Monumental Proportions | Paramédica #1              | |
| 2017      | Logan Lucky                           | Bobbie Jo Chapman          | |
| 2018      | Dear Dictator                         | Darlene Mills              | |
| 2020      | Brahms: The Boy 2                     | Liza                       | |
| 2020      | El secreto: Atrévete a soñar          | Miranda                    | |